# Microcrambon
Microcrambon là một chi bướm đêm thuộc họ Crambidae.